# Bitis peringueyi
Tên thông thường tiếng Anh: Peringuey's adder, Peringuey's desert adder, sidewinding adder.
Bitis peringueyi là một loài rắn độc sinh sống tại Namibia và miền nam Angola. Không có phân loài nào hiện được công nhận.
B. peringueyi là một loài rắn nhỏ với chiều dài toàn thân trung bình từ 20–25 cm (8–10 in), chiều dài tối đa từng được ghi nhận là 32 cm (13 in).

## Tên
Tên của loài rắn này được đặt theo tên của Louis Péringuey, một nhà côn trùng học người Nam Phi.